# Hartmannsreit (Schönberg)
Hartmannsreit ist ein Gemeindeteil des Marktes Schönberg im niederbayerischen Landkreis Freyung-Grafenau. Bis zum 31. Dezember 1970 bildete es eine selbständige Gemeinde.

## Lage
Das Dorf Hartmannsreit liegt etwa zwei Kilometer nördlich von Schönberg.

## Geschichte
Seit 1818 bildete Hartmannsreit eine eigene Gemeinde. Zu ihr gehörten die Orte Hartmannsreit, Grubmühle, Hof, Klebstein, Lederhof, Pittrichsberg, Raben, Schreinerhof, Stadl und Stadlmühle. Am 1. Januar 1971 kam die Gemeinde Hartmannsreit im Zuge der Gebietsreform in Bayern zu Schönberg.